# Fábio Sabag
Fábio Sabag (Bariri, 19 novembre 1931 - mort le 31 décembre 2008) est un acteur et réalisateur brésilien. Son vrai prénom est Fadolo, d'origine libanaise.

## Filmographie

### comme acteur
- 1960 : Ladrão em Noite de Chuva
- 1960 : O Palhaço O Que É?
- 1962 : Mendigos, Os
- 1962 : O 5º Poder
- 1964 : Um Morto ao Telefone
- 1965 : Pluft, o Fantasminha
- 1966 : Cristo de Lama : Father Carmelo
- 1966 : Essa Gatinha é Minha
- 1967 : Em Busca do Tesouro : Advisor
- 1967 : Anastácia, A Mulher Sem Destino (série télévisée)
- 1967 : O Sabor do Pecado : Couto
- 1967 : Jerry - a grande parada : Presenter
- 1967 : Mineirinho Vivo ou Morto : Nenem Russo
- 1968 : Viciados, Os : (segment "Favela")
- 1968 : A Doce Mulher Amada : Contrabandista
- 1968 : Svarta palmkronor
- 1969 : Raptores, Os
- 1969 : O Matador Profissional
- 1969 : Incrível, Fantástico, Extraordinario
- 1970 : O Donzelo
- 1970 : Memórias de um Gigolô : Alceu
- 1971 : Devassos, Os
- 1972 : Inconfidentes, Os
- 1972 : Bicho do Mato (série télévisée)
- 1973 : Condenados, Os
- 1973 : Tati, A Garota
- 1973 : O Capote (TV)
- 1974 : Relatório de Um Homem Casado
- 1974 : Um homem Célebre
- 1975 : O Roubo da Calcinhas : Rosário
- 1975 : Aventuras de Um Detetive Português, As : Guarda
- 1975 : O Casal
- 1976 : O Casarão (série télévisée) : Bispo
- 1979 : O Preço do Prazer
- 1979 : Eu Matei Lúcio Flávio
- 1979 : Teu Tua : (segment "O Corno Imaginário")
- 1979 : L'Invasion des piranhas (Killer Fish) : Quintin
- 1982 : O Homem do Pau-Brasil
- 1982 : Luz del Fuego : Celestino
- 1982 : Tensão no Rio
- 1982 : Profissão Mulher
- 1982 : Elas por Elas (série télévisée) : Mateus
- 1984 : Partido Alto (série télévisée) : Turquinho
- 1984 : Memórias do Cárcere
- 1986 : Cambalacho (série télévisée) : Olívio
- 1986 : Opéra de Malandro (A Ópera do Malandro) : Otto Struedel
- 1987 : Brega & Chique (série télévisée) : Lourival
- 1988 : Jorge, um Brasileiro
- 1988 : O Primo Basílio (feuilleton TV) : Castro
- 1989 : Que Rei Sou Eu? (série télévisée) : Roger Webert
- 1991 : O Sorriso do Lagarto (feuilleton TV)
- 1994 : A Madona de Cedro (feuilleton TV) : Delegado
- 1996 : Anjo de Mim (série télévisée) : Germinal
- 1998 : Pecado Capital (série télévisée) : Quidoca
- 2003 : Kubanacan (série télévisée) : Arrabal
- 2003 : Maria, Mãe do Filho de Deus : Anás
- 2004 : Irmãos de Fé : Judeu (jewish man 1)
- 2004 : O Veneno da Madrugada : Padre Angel

### comme réalisateur
- 1964 : O Acusador (série télévisée)
- 1968 : O Santo Mestiço (série télévisée)
- 1968 : A Gata de Vison (série télévisée)
- 1969 : A Grande Mentira (série télévisée)
- 1969 : A Última Valsa (série télévisée)
- 1969 : A Cabana do Pai Tomás (série télévisée)
- 1971 : Edy Sexy, o Agente Positivo
- 1973 : Medéia (TV)
- 1973 : Fogo Morto (TV)
- 1974 : Feliz na Ilusão (TV)
- 1975 : Bravo! (série télévisée)
- 1977 : Nina (série télévisée)
- 1987 : Mandala (série télévisée)
- 1989 : Que Rei Sou Eu? (série télévisée)
- 1989 : O Sexo dos Anjos (série télévisée)
- 1990 : Rainha da Sucata (série télévisée)
- 1991 : Vamp (série télévisée)
- 1992 : Você Decide (série télévisée)
- 1992 : De Corpo e Alma (série télévisée)